# Districtul Letenye
Letenye (în maghiară Letenyei járás) este un district în județul Zala, Ungaria.
Districtul are o suprafață de 388,69 km2 și o populație de 16.413 locuitori (2013).